# Scortum parviceps
Scortum parviceps är en fiskart som först beskrevs av Macleay, 1883.  Scortum parviceps ingår i släktet Scortum och familjen Terapontidae. IUCN kategoriserar arten globalt som otillräckligt studerad. Inga underarter finns listade i Catalogue of Life.